# Alan Le May
Alan Brown Le May (* 3. Januar 1899 in Indianapolis, Indiana; † 27. April 1964 in Hollywood, Kalifornien) war ein US-amerikanischer Schriftsteller, Drehbuchautor, Filmproduzent und Filmregisseur.

## Leben und Karriere
Alan Le May wurde als Sohn eines Lehrers in Indianapolis geboren, später zog er mit seiner Familie nach Aurora in Illinois. Nach seinem Schulabschluss besuchte er ab 1916 die private Stetson University in DeLand, Florida. Sein Studium wurde allerdings von einem Einsatz in der United States Army im Ersten Weltkrieg unterbrochen, in dem er den Rang eines Second Lieutenant erreichte. Das Studium schloss er im Jahr 1922 an der University of Chicago im Fach Philosophie ab. Nachdem er einige Zeit bei der Nationalgarde von Illinois verbracht hatte, wurde er schließlich Zeitungsjournalist. Seinen ersten Roman Painted Ponies über die Cheyenne veröffentlichte er im Jahr 1927.
Le May schrieb eine zweistellige Anzahl an Romanen und eine noch größere Zahl an Kurzgeschichten. Seine heute wahrscheinlich bekanntesten Romane sind The Searchers (1954) und The Unforgiven (1957) – auch dank ihrer berühmten Verfilmungen Der Schwarze Falke (1956) mit John Wayne und Jeffrey Hunter unter Regie von John Ford beziehungsweise Denen man nicht vergibt (1960) mit Audrey Hepburn und Burt Lancaster. Fords Schwarzer Falke, der oft zu den besten (Western-)Filmen aller Zeiten gerechnet wird, nimmt sich ein paar Freiheiten im Vergleich zur Vorlage, hält sich aber insgesamt einigermaßen an diese. Le May beschwor in seinen Romanen meist das Thema des von Gefahren umgebenen Einzelgängers, auch Indianer spielen in seinem Werk eine größere Rolle.
Le May war dem Filmgeschäft ab den 1940er-Jahren auch als Drehbuchautor verbunden. Er schrieb vor allem für das Studio Paramount Pictures bei Western und Abenteuerfilmen. Bei gleich mehreren Produktionen von Star-Regisseur Cecil B. DeMille arbeitete er am Drehbuch mit. Zudem fungierte Le May als Produzent bei drei Filmen. Bei dem B-Western Der Tiger von Texas von 1950 mit John Drew Barrymore und Chill Wills schrieb er nicht nur das Drehbuch, sondern führte auch Regie. Ebenfalls 1950 wurde sein Roman Thunder in the Dust als Zweikampf bei Sonnenuntergang mit Robert Preston verfilmt, wofür er ebenfalls das Drehbuch verfasste. Ab den 1950er-Jahren arbeitete Le May auch als Autor für einige US-Fernsehserien.
Nach seinem Tod 1964 im Alter von 65 Jahren wurde Alan Le May auf dem Fort Rosecrans National Cemetery in San Diego beigesetzt. Sein Sohn Dan Le May veröffentlichte im Jahr 2012 bei McFarland & Company die Biografie Alan LeMay: A Biography of the Author of The Searchers.

## Filmografie (Auswahl)
- 1940: Die scharlachroten Reiter (North West Mounted Police) – Drehbuch
- 1942: Piraten im karibischen Meer (Reap the Wild Wind) – Drehbuch
- 1944: Trailin’ West (Kurzfilm) – Produktion
- 1944: Dr. Wassells Flucht aus Java (The Story of Dr. Wassell) – Drehbuch
- 1944: Die Abenteuer Mark Twains (The Adventures of Mark Twain) – Drehbuch
- 1945: Ein Mann der Tat (San Antonio) – Drehbuch
- 1945: Der Vagabund von Texas (Along Came Jones) – Vorlage
- 1947: Schmutzige Dollars (Cheyenne) – Drehbuch
- 1947: Rächer ohne Waffen (Gunfighters) – Drehbuch
- 1948: Tal der Leidenschaften (Tap Roots) – Drehbuch
- 1949: Treibsand (The Walking Hills) – Drehbuch
- 1950: Zweikampf bei Sonnenuntergang (The Sundowners) – Produktion, Drehbuch
- 1950: Der Tiger von Texas (High Lonesome) – Regie, Drehbuch
- 1950: Herr der rauhen Berge (Rocky Mountain) – Vorlage, Drehbuch
- 1951: Quebec – Produktion, Drehbuch
- 1952: Kampf um den Piratenschatz (Blackbeard the Pirate) – Drehbuch
- 1953: Unternehmen Panthersprung (Flight Nurse) – Drehbuch
- 1955: Der letzte Indianer (The Vanishing American)  – Drehbuch
- 1956: Der Schwarze Falke (The Searchers) – Vorlage
- 1960: Denen man nicht vergibt (The Unvorgiven)  – Vorlage

## Bibliografie (Auswahl)

### Romane
- Pelican Coast (1929)
- One Of Us Is A Murderer (1930)
- Winter Range (1932)
- Cattle Kingdom (1933)
- Thunder in the Dust (1934)
- The Smoky Years (1935)
- Empire for a Lady (1937)
- Useless Cowboy (1944)
- The Searchers (1954)
- The Unforgiven, auch bekannt als Kiowa Moon (1957)
- By Dim and Flaring Lamps (1962)

### Kurzgeschichtensammlungen
- Spanish Crossing (1998). Enthält 14 Kurzgeschichten:

- - „The Wolf Hunter“ (1929)
  - „Just a Horse of Mine“ (1930)
  - „Hell on wheels“ (1934)
  - „Kindly Kick Out Bearer“ (1930)
  - „The Biscuit Shooter“ (1931)
  - „Guns Flame in Peaceful Valley“
  - „And Him Long Gone“ (1932)
  - „Saddle Bum“ (1931)
  - „Delayed Action“ (1931)
  - „Bronc Fighter's Girl“ (1932)
  - „The Young Rush In“ (1929)
  - „A Shot in the Dark“
  - „Lost Dutchman O'Riley's Luck“
  - „Spanish Crossing“ (1933)

- The Bells of San Juan (2001). Enthält 12 Kurzgeschichten:

- - „The Little Kid“ (1938)
  - „Lawman's debt“ (1934)
  - „Gray rider“
  - „Trail Driver's Luck“ (1930)
  - „The Loan of a Gun“ (1929)
  - „Eyes of doom“ (1932)
  - „Tombstone's daughter“
  - „Star on his heart“ (1944)
  - „The Battle of Gunsmoke Lode“ (1930)
  - „The Braver Thing“ (1931)
  - „Sundown corral“ (1938)
  - „The Bells of San Juan“ (1927)

- West of Nowhere (2002). Enthält 13 Kurzgeschichten:

- - „Death rides the Trionte“ (1937)
  - „Mules“ (1931)
  - „The Killer in the Chute“ (1932)
  - „Sentenced to Swing“ (1929)
  - „The Fourth Man“ (1926)
  - „The Fiddle in the Storm“ (1933)
  - „Terlegraphy and the Bronc'“
  - „Gun Fight at Burnt Corral“ (1934)
  - „A Horse for Sale“ (1931)
  - „Pardon Me, Lady“ (1932)
  - „Six-Gun graduate“ (1931)
  - „Range Bred“ (1933)
  - „West of Nowhere“ (1939)

- Painted Rock (2004). Enthält 11 Kurzgeschichten:

- - „Whack-Ear's Pup“
  - „Strange Fellow“
  - „Gunnies from Gehenna“
  - „Hard-boiled“
  - „Next door to hell“
  - „Feud Fight“ (1940)
  - „Thanks to a Girl in Love“ (1932)
  - „Man with a Future“ (1937)
  - „Old Thunder Pumper“ (1930)
  - „The Nester's Girl“ (1933)
  - „Fight at Painted Rock“ (1939)

- Tonopah Range: Western Stories (2006). Enthält 6 Kurzgeschichten:

- - „Tonopah Range“
  - „One charge of powder“ (1930)
  - „Blood moon“
  - „Empty guns“
  - „A Girl is Like a Colt“ (1932)
  - „Dead Man's Ambush“ (1944)

### Ungesammelte Kurzgeschichten
- „Circles in the Sky“ (1919)
- „Out of the Swamp“ (1920)
- „Ghost Lanterns“ (1922)
- „Hullabaloo“ (1922)
- „The Brass Dolphin“ (1922)
- „Needin' Help Bad“ (1924)
- „His Better Idea“ (1925)
- „Mustang Breed“ (1925)
- „The Contest Man“ (1925)
- „The Legacy Mule“ (1925)
- „Baldy at the Brink“ (1926)
- „Long Bob from 'Rapahoe“ (1926)
- „Facts an' Figgers on Cayuses“ (1927)
- „Old Father of Waters“ (1927)
- „Painted Ponies“ (1927)
- „The Deadwood Coach Brakes Down“ (1927)
- Bug Eye Serie:
  1. „Bug Eye Nearly Starves“ (1927)
  2. „Bug Eye Loses Hisself“ (1927)
  3. „Bug Eye Gets Hisself in Jale“ (1928)
  4. „Bug Eye Among the Soo“ (1928)
  5. „Hank Joins the Vijiluntys“ (1928)
  6. „Hank's Other Pardner“ (1928)
  7. „Hank Arrives Back Ware He Cum Frum“ (1929)
- „Are You There, Bug Eye?“ (1928)
- „Bug Eye's Wandering Partner“ (1928)
- „The Cross Eyed Bull“ (1928)
- „Help, Bug Eye—I Own the Town“ (1929)
- „Cowboys Will Be Cowboys“ (1930)
- „Gambler's Suicide“ (1930)
- „Horse Laugh“ (1930)
- „One of Us Is a Murderer“ (1930)
- „The Creeping Cloud“ (1930)
- „The Jungle Terror“ (1930)
- „The Short Short Story“ (1930)
- „To Save a Girl“ (1930)
- „Under Fire“ (1930)
- „A Neat, Quick Case“ (1931)
- „Gunsight Trail“ (1931)
- „The Jungle of the Gods“ (1931)
- „A romance of the rodeos“ (1932)
- „A Short Short Story“ (1932, with Lyman Bryson)
- „Bronc-Fighter's Secret“ (1932)
- „Eyes of Doom“ (1932, with Lyman Bryson)
- „Have One on Me“ (1932)
- „A Passage to Rangoon“ (1933)
- „Cold Trails“ (1933)
- „Fated Trails“ (1933)
- „They Sometimes Come Back“ (1933)
- „After the Hounds“ (1934)
- „Out of the Whirlpool“ (1934)
- „Death on the Rimrock“ (1935)
- „Deepwater Island“ (1935)
- „Fight Back or Die“ (1935)
- „Horses“ (1935)
- „Needin' Some Help“ (1935)
- „Pardners“ (1935)
- „The Blessed Mule“ (1935)
- „A Cowboy in San Juan“ (1936)
- „Dark Tropic Sea“ (1936)
- „Death Rides the Border“ (1936)
- „From an Old Timer in the Black Hills“ (1936)
- „Iron Paws“ (1936)
- „Outlaw Cavalcade“ (1936)
- „The Man from Arapahoe“ (1936)
- „Ghost at His Shoulder“ (1937)
- „Night by a Wagon Trail“ (1937)
- „A Short Short Story“ (1938)
- „Impersonation“ (1938)
- „Pinto York“ (1938)
- „Uncertain Wings“ (1938)
- „Aces Is His Hair“ (1939)
- „Interrupted Take-Off“ (1939)
- „Hell For Breakfast“ (1947)
- „Wild Justice“ (1948)
- „The Avenging Texans“ (1954)
- „Missing in Action“ (1956)